# Theodor Pfizer
Theodor Pfizer (* 19. Februar 1904 in Stuttgart; † 17. Juli 1992 in München) war ein deutscher Kommunal- und Bildungspolitiker und von 1948 bis 1972 Oberbürgermeister der Stadt Ulm.

## Leben
Pfizer besuchte mit den Brüdern Alexander, Berthold und Claus Schenk Graf von Stauffenberg das humanistische Eberhard-Ludwigs-Gymnasium in Stuttgart. Nach dem Studium in Tübingen, Berlin und München war er von 1927 bis 1929 Geschäftsführer der Tübinger Studentenhilfe.
Pfizer war Mitglied der Tübinger Studentenverbindung A.V. Igel.
Von 1959 bis 1971 war Pfizer Mitglied des Beirats der Friedrich-Naumann-Stiftung. Am 22. Juni 1955 wurde er mit 72 von 83 Stimmen vom Landtag von Baden-Württemberg zum Richter am Staatsgerichtshof für das Land Baden-Württemberg gewählt. Er wurde am 16. Juli 1964 mit 90 von 93 Stimmen vom Landtag in diesem Amt bestätigt. Er amtierte bis 1973.
In der Wirtschaftskrise bemühte sich Pfizer beim Landesarbeitsamt Württemberg um Notstandsarbeiten und Maßnahmen des freiwilligen Arbeitsdienstes.

### Funktionär der Deutschen Reichsbahn
Von 1932 bis 1948 stand Pfizer im Dienst der Deutschen Reichsbahn. 1934 wurde ihm die Stellung als Vorstand des Reichsbahn-Verkehrsamts in Ludwigshafen übertragen, 1938 wechselte er nach Mainz, 1939 zur Obersten Bauleitung der Reichsautobahnen in Wien, 1940 zur Reichsbahndirektion in Dresden, 1941 zur Generalbetriebsleitung Ost-Berlin und als Verbindungsbeamter zum Oberschlesischen Steinkohlensyndikat nach Gleiwitz. Im Februar 1942 wurde er zum Oberreichsbahnrat befördert und übernahm in Stuttgart das Dezernat Güterverkehr sowie das Pressedezernat.
Nach dem Krieg wurde er ins Verkehrsministerium abgeordnet und zum Ministerialrat befördert.

### Verhältnis zum Nationalsozialismus
Der Vorstand der Einheitsgewerkschaft der Eisenbahner erhob 1946 schwere Vorwürfe gegen Pfizer, als er vom Oberreichsbahnrat zum Ministerialrat befördert wurde. Pfizer habe eng mit dem NS-Regime zusammengearbeitet, er habe mit „prominentesten Naziführern“ verkehrt, sei entgegen den Gepflogenheiten höherer Beamter der Reichsbahn in einer Eisenbahneruniform mit SS-ähnlichem Schnitt und Kriegsverdienstkreuz herumstolziert und habe eine befreundete jüdische Familie „menschenunwürdig behandelt“. 1939 ermöglichte er als Oberster Bauleiter „die Marsch- und Gefechtsübungen der motorisierten Verbände“ auf Reichsautobahnen und bereitete so strategisch den Überfall auf Polen vor. Im Entnazifizierungsverfahren der US-Behörden im März 1946 erwähnte Pfizer nicht, dass er sich bereits 1923 als 19-jähriger Burschenschaftsstudent der republikfeindlichen illegalen Schwarzen Reichswehr angeschlossen und sich im Juni 1940 für die NSDAP-Mitgliedschaft beworben hatte und als Parteibewerber bei der NSDAP-Ortsgruppe Dresden-Strehlen geführt wurde. Als Pressedezernent der Reichsbahn propagierte er Ziele des Nationalsozialismus und betrieb Zwangsarbeiterlager in Ulm, Plochingen und das Durchgangslager Bietigheim. Während Pfizers leitender Tätigkeit in Stuttgart fuhren vom dortigen Nordbahnhof sieben Züge mit Verfolgten des Nationalsozialismus in die Konzentrationslager Theresienstadt und Auschwitz ab. Inwieweit er als Dezernatsleiter direkt mit diesen Todestransporten zu tun hatte, bleibt allerdings offen.
Pfizer verteidigte sich gegen die Vorwürfe der Gewerkschaft und führte eine NS-feindliche Haltung an. Unter anderem verwies er auf seine Freundschaften mit Dietrich Bonhoeffer, Paul Collmer, Rüdiger Schleicher und den Brüdern Stauffenberg (Alexander, Berthold und Claus).
Theodor Pfizer wurde am 22. Januar 1947 von der Spruchkammer zur Entnazifizierung als „Minderbelasteter“ eingestuft.

### Oberbürgermeister von Ulm
Bei der ersten Ulmer Oberbürgermeisterwahl nach dem Zweiten Weltkrieg am 21. März und 11. April 1948 wurde er zum Oberbürgermeister gewählt. Seine Amtszeit betrug nach mehreren Wiederwahlen insgesamt 24 Jahre.
Die Amtszeit von Theodor Pfizer war geprägt vom Wiederaufbau der Stadt, der Erschließung neuer Wohngebiete sowie der Gründung der Hochschule für Gestaltung Ulm (1953), der Universität (1967) und der Staatlichen Ingenieurschule (1960, seit 1972 Fachhochschule).
Unter Pfizer begannen die Eingemeindungen von Ortschaften im Rahmen der Gebietsreform und Ulm gewann seine Position als Zentrum der Region zurück.
Pfizer erweckte die Schwörmontagstradition erstmals 1949 wieder zu neuem Leben, indem er vom Balkon des Rathauses (seit 1954 vom Schwörhausbalkon) aus zu der Ulmer Bürgerschaft sprach und ihr einen Rechenschaftsbericht über das abgelaufene Stadtjahr erstattete.
Besonderen Wert legte Pfizer auf die kulturelle Entwicklung der Stadt, was durch den Neubau des Stadttheaters, die Volkshochschule oder auch durch die zur damaligen Zeit international renommierte Hochschule für Gestaltung eindrucksvoll unterstrichen wurde.
Theodor Pfizer war neben seiner kommunalpolitischen Tätigkeit insbesondere bildungspolitisch engagiert. 1966 bis 1975 war er Mitglied des Deutschen Bildungsrates, ferner Präsident der Studienstiftung des Deutschen Volkes. Von 1955 bis 1978 war er Präsident der Hölderlin-Gesellschaft, danach Ehrenpräsident, und von 1972 bis 1980 Vizepräsident der Deutschen Schillergesellschaft.

### Familiäres
Ein Großvater war Emil von Pfizer (1843–1920), Landgerichtspräsident in Ulm und Präsident des württembergischen Staatsgerichtshofs. Der Autor und Übersetzer Gustav Pfizer (1807–1890) und der Strafrechtler Karl Gustav Geib (1808–1864) waren seine Urgroßväter. Ein Urgroßonkel war Paul Pfizer (1801–1867), Mitglied der Frankfurter Nationalversammlung.
Er war verheiratet und hatte zwei Töchter.

## Würdigung
Nach Pfizer sind ein Platz und eine Halle in Ulm benannt, und – bis zu ihrer Umbenennung aufgrund von Pfizers Rolle im Nationalsozialismus – die Theodor-Pfizer-Stiftung. Er war Ehrenbürger der Stadt Ulm.

## Veröffentlichungen (Auswahl)
- Studentenwerk und Studienstiftung. In: Ewald Lissberger (Hrsg.): In libro humanitas. Festschrift für Wilhelm Hoffmann zum 60. Geburtstag, 21. April 1961. Klett, Stuttgart 1962, S. 24–45.
- Im Schatten der Zeit 1904–1948 (= Lebendige Vergangenheit. Bd. 7). Kohlhammer, Stuttgart 1979.
- Verantwortung für Stadt und Bürger. 25 Jahre Städtetag Baden-Württemberg. Kohlhammer, Stuttgart 1979, ISBN 3-17-005338-8.
- Reden und Aufsätze zur Kultur- und Kommunalpolitik aus den Jahren 1950–1979. Kohlhammer, Stuttgart 1984, ISBN 3-17-008610-3.
- (Hrsg., mit Hans-Georg Wehling): Kommunalpolitik in Baden-Württemberg. 3. Auflage. (= Schriften zur politischen Landeskunde Baden-Württembergs. Bd. 11). Kohlhammer, Stuttgart 2000, ISBN 3-17-015737-X.